# Mammea
Mammea là một chi thực vật có hoa trong họ Calophyllaceae.

## Hình ảnh

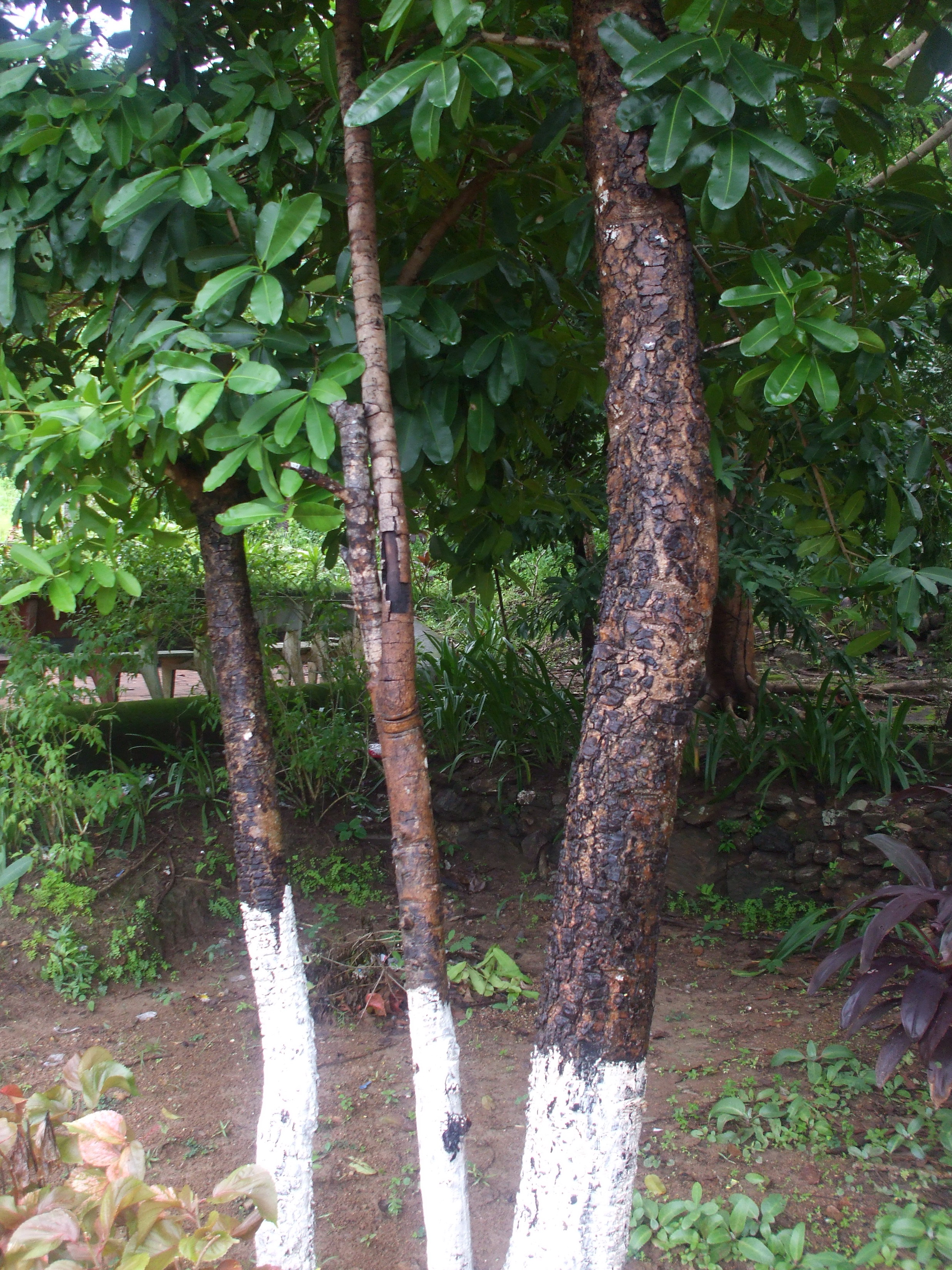
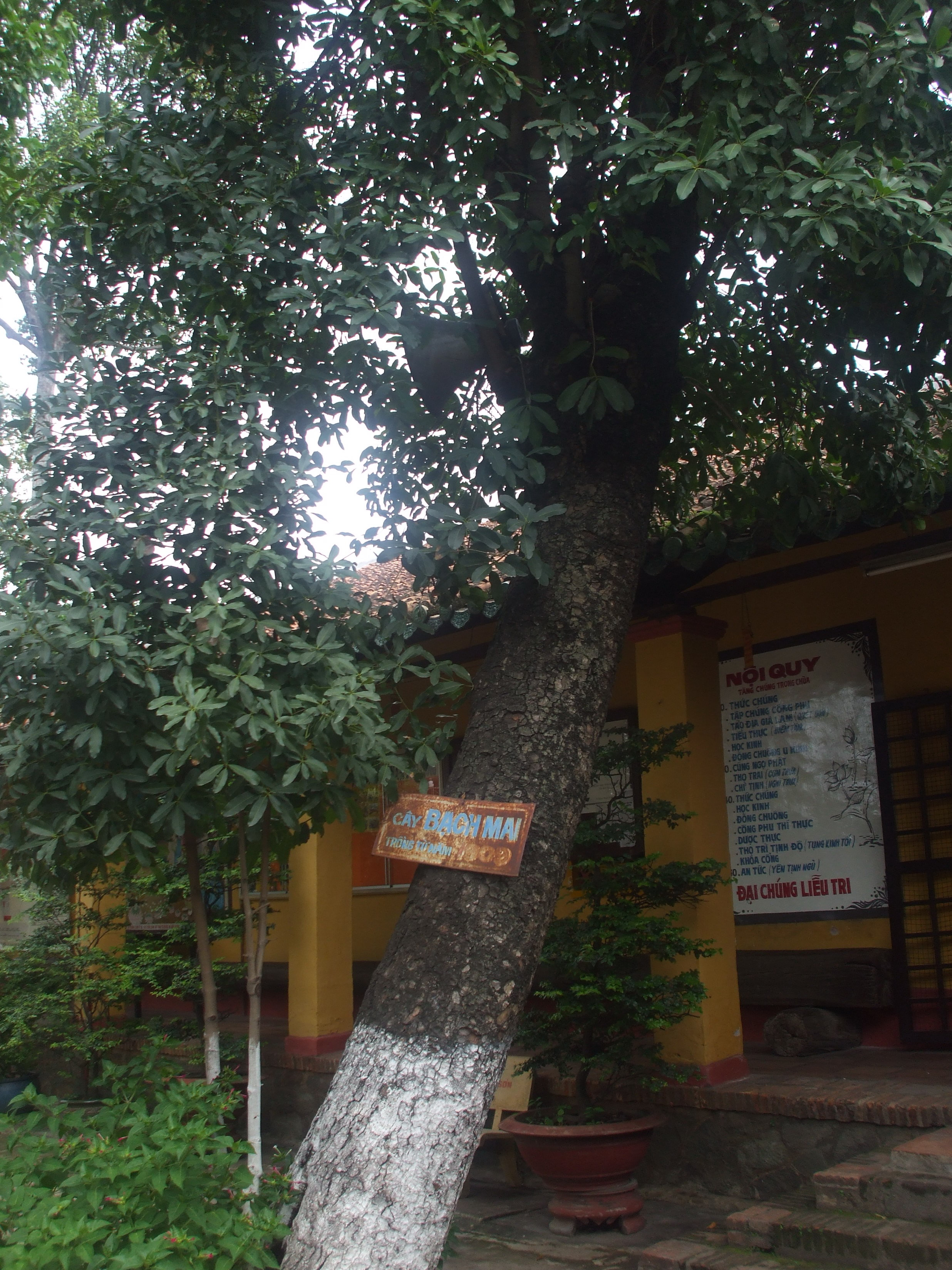

## Loài
Chi Mammea gồm các loài: